# Elektrische Stromstärke
Die elektrische Stromstärke (veraltet auch Stromintensität) ist eine physikalische Größe aus der Elektrizitätslehre, die den elektrischen Strom bemisst. Die Stromstärke bezieht sich immer auf eine geeignet gewählte orientierte Fläche, beispielsweise die Querschnittsfläche eines Leiters (Konvektionsstrom) oder den Querschnitt eines Kondensators (Verschiebungsstrom). Im einfachsten Fall eines konstanten Stromflusses ist die Stromstärke die durch den Querschnitt geflossene und auf die betrachtete Zeitspanne bezogene Ladungsmenge.
Die Stromstärke ist eine Basisgröße des internationalen Einheitensystems (SI) und wird darin in der Maßeinheit Ampere mit dem Einheitenzeichen A angegeben. Ihr Formelzeichen ist das {\displaystyle I} (von französisch intensité du courant); zur Kennzeichnung einer Zeitabhängigkeit wird für den Augenblickswert der Kleinbuchstabe {\displaystyle i} verwendet.
Beim sinusförmigen Wechselstrom, wie er für die praktische elektrische Energieversorgung am häufigsten verwendet wird, ist der zeitliche Mittelwert der Stromstärke null – unabhängig vom Scheitelwert als maximalem Augenblickswert der Stromstärke. Der Effektivwert der Stromstärke ist bei zeitlich periodischen Strömen konstant und wird ebenfalls mit dem Formelzeichen {\displaystyle I} angegeben.
In der elektro-hydraulischen Analogie entspricht die elektrische Stromstärke dem Volumenstrom {\displaystyle Q} eines Fluids in der Rohrleitung.

## Zusammenhänge, die zur Definition genutzt werden können
Für einen zeitlich konstanten Ladungsfluss gilt
{\displaystyle I={\frac {\Delta Q}{\Delta t}}}
mit der Ladungsmenge {\displaystyle \Delta Q}, die in der Zeitspanne {\displaystyle \Delta t} durch eine orientierte Fläche {\displaystyle A} hindurchtritt.
Bei zeitlich veränderlicher Stromstärke liefert diese Beziehung den Mittelwert der Stromstärke während der Dauer {\displaystyle \Delta t}. Hier gibt man aber statt eines Mittelwertes eher den Augenblickswert an:
{\displaystyle I(t)=\lim _{\Delta t\to 0}{\frac {\Delta Q(t)}{\Delta t}}={\frac {\mathrm {d} Q}{\mathrm {d} t}}={\dot {Q}}}.

Strom in einem Leiter mit der Querschnittsfläche

Die flächenbezogene Stromstärke wird als Stromdichte {\displaystyle {\vec {J}}} bezeichnet, {\displaystyle \mathrm {d} {\vec {A}}} ist das zugehörige Flächenelement. Mit ihr lässt sich die Stromstärke schreiben als:
{\displaystyle I=\int \limits _{A}{\vec {J}}\cdot \mathrm {d} {\vec {A}}}.
Wenn die Stromdichte gleichmäßig über die Querschnittsfläche verteilt ist, was bei Gleichstrom durch einen homogenen Leiter erfüllt ist, dann vereinfacht sich diese Beziehung zu {\displaystyle I={\vec {J}}\cdot {\vec {A}}} bzw. bei senkrecht durchflossener Fläche zu {\displaystyle I=JA} oder {\displaystyle I=-JA}, je nach Orientierung der Fläche.

## Richtung bzw. Vorzeichen
Die Richtung des elektrischen Stroms ist definiert als die Richtung, in der sich positive elektrische Ladung bewegt. Bei negativen Ladungsträgern, beispielsweise bei Elektronen, ist die „positive“ Stromrichtung entsprechend entgegengesetzt zur Bewegungsrichtung dieser Ladungsträger.
In vielen Darstellungen elektrischer Schaltungen werden Zählpfeile parallel oder antiparallel zur Bewegungsrichtung verwendet. Ihre Richtung ist im Prinzip willkürlich. Da die Stromstärke eine skalare Größe ist, legen die Pfeile bei Gleichstrom lediglich das Vorzeichen der Stromstärke fest: Bei Übereinstimmung der Stromrichtung mit der Pfeilrichtung ist die Stromstärke positiv. Auch bei Wechselstrom können Pfeile sinnvoll sein, wenn sie die Richtung des Energieflusses kennzeichnen sollen.

## Messung
Zur Strommessung muss der zu messende Strom durch das Messgerät fließen. Es wird daher zum Verbraucher in Reihe geschaltet.
Digitaltechnische Strommessgeräte sind in der Regel in ihrem Grundaufbau Spannungsmessgeräte, die den Spannungsabfall über einem eingebauten oder externen Messwiderstand (Shunt) messen. Analogtechnische Strommessgeräte nutzen verschiedene Wirkungen des elektrischen Stromes aus:
- chemische Wirkung im Silbercoulometer (inzwischen nicht mehr verwendet)
- thermische Wirkung im Hitzdrahtmesswerk (inzwischen nicht mehr verwendet), Thermoumformer und in Bimetallfühlern (in der Regel nicht mit einer Anzeige, sondern mit Schaltfunktion wie in Überstromschutzeinrichtungen und bei der Temperaturregelung im Bügeleisen)
- magnetische Wirkung im Drehspulmesswerk (für Gleichstrom) und im Dreheisenmesswerk (auch für den Effektivwert von Wechselstrom). Es gibt verschiedene weitere Stromsensoren, welche auf der magnetischen Wirkung basieren.

## Größenordnung
„Natürliche“ Stromstärken auf der Erde reichen von einem Pikoampere durch einen Natriumkanal bis zu über hundert Kiloampere in Blitzen. Beispiele aus dem Alltag sind der Ladestrom eines Handy-Akkus (Größenordnung 2 A) und der Strom pro Pixel (Größenordnung 1 µA). Bei einem Mikroampere fließen etwa sechs Billionen Elementarladungen pro Sekunde durch den Leiterquerschnitt.
An Potentialbarrieren für die Ladungsträger tritt bei kleinen Stromstärken Schrotrauschen auf. Sehr kleine Stromstärken kann man durch Abzählen der Ladungsträger messen bzw. gezielt erzeugen. Dabei wird ausgenutzt, dass die elektrische Ladung und damit die Spannung {\displaystyle \textstyle {U=Q/C}} eines Kondensators eine Quantelung zeigt, falls in eine der Zuleitungen eine Barriere eingebaut wird, durch die die Leitungselektronen einzeln tunneln (in einem Leiter ohne Tunnelbarriere ändern sich {\displaystyle Q} und {\displaystyle U} kontinuierlich).